# Arnošt Hofbauer
Arnošt Hofbauer, křtěný Arnošt Václav Rudolf, (26. dubna 1869 Praha — 11. ledna 1944 Praha) byl český malíř a grafik.

## Život
Studoval na Uměleckoprůmyslové škole v Praze u prof. Fr. Ženíška. Následně na AVU, kde jeho učiteli byli Vojtěch Hynais a Maxmilián Pirner. Roku 1897 odešel do Vídně, kde se živil přibližně dva roky malováním divadelních dekorací. Rovněž podnikl studijní cesty do Benátek, Paříže (1900), Berlína (1903), Dalmácie a Černé Hory (1905), Raveny a Florencie (1910). 
Byl zakládajícím členem SVU Mánes, pracoval v redakci časopisu Volné směry. Vytvořil pro výstavy SVU Mánes řadu plakátů. Z pařížské cesty, kterou podnikl v doprovodu Miloše Jiránka, vzešla myšlenka na uskutečnění velké Rodinovy výstavy v Praze. 
Vyučoval na Uměleckoprůmyslové škole v Praze od r. 1902 (profesor od r. 1920, rektor v l. 1928-1930). V jeho oddělení pro figurální a ornamentální malbu studovali např. Antonín Kybal, Ondřej Sekora, Josef Brož, Rudolf Hanych, Dezider Milly, Ján Mudroch, Ján Želibský, Karel Šourek, Richard Wiesner, Alois Metelák, Milada Marešová, Vlasta Vostřebalová-Fischerová a Zdenka Mokrá-Burghauserová.
Jeho manželka Klára Heyrovská (1884-1959) byla dcerou Leopolda Heyrovského a sestrou Jaroslava a Leopolda Heyrovských. Postupně se jim narodili tři děti: Milena (nar. 1907), Ivo (1912-1982) a Věra (1916-1918).

## Dílo
Arnošt Hofbauer maloval olejem a pastelem, tématem jeho obrazů byla jak krajina, tak i figura. Za pozornost stojí jeho obrazy zvířat (např. Jaguár, dřevoryt z r. 1905). 
Nejznámější jsou však jeho dva symbolistní obrazy Ledová hora před východem slunce (1902) a Poutník (1904). Druhý obraz je prezentován ve stálé expozici Národní galerie v Praze: "Pozvolna kráčející postava jde ke kamenné svatyni (dolmenu) následována černým panterem. Tento motiv odkazuje i k dobové literatuře, k postavě osamoceně bloudícího umělce, který jen marně hledá své místo v soudobém světě."  Tereza Novotná (2012) však tento výklad koriguje: "Z rodinné pozůstalosti vyplývá, že zobrazený panter představuje výčitky svědomí, které se plíží za postavou, mnichem – poutníkem, jenž míří k pohanskému dolmenu na vrcholu kopce."
Další vývoj tvorby v oblasti malby nemá jasnou linii. Střídá ozvěny modernismu s tradičními přístupy, jak v oblasti krajinomalby, tak i portrétu. Ucelený cyklus tvoří obrazy okolo roku 1930, které se vyznačují výraznou barevností s dominantními studenými zelenými a modrými tóny nanášenými ve vysoké pastě. Jarmila Kubíčková (1945) k tomuto období uvádí: "Umělec toužil svůj výraz zmodernisovat a obrodit; vymyslel si náměty a novou formu a podle tohoto programu začal malovat. Základním nositelem výrazu stala se barva – barevná škála zjednodušena byla na několik doplňkových tónů, které byly kladeny v ostrých kontrastech vedle sebe." Maloval krajinu, často obohacenou o figurální kompozici (zpravidla členy své rodiny, např. Koupání z r. 1935). Maloval květiny a květinová zátiší (např. Anemonky z r. 1931, v majetku GHMP). Za pozornost stojí i ženská postava sedící u vody ve stylu art deco z roku 1933, obraz s názvem Slávka Částková. 
Arnošt Hofbauer je autorem známých secesních plakátů, například plakáty k I. a II. výstavě SVU Mánes (1898), či plakát Hana Kvapilová – Recitace (1898), ve kterých organicky spojuje secesní biomorfní ornamentiku s geometrickými tvary.  Josef Kroutvor (1991) vyzdvihuje kvalitu raných plakátů pro SVU Mánes: "Oba plakáty snesou přísné mezinárodní měřítko a zařazují český plakát do světového dění." V oblasti plakátů tvorba Arnošta Hofbauera sledovala i pozdější vývojové trendy, jak dokazuje stylově čistý art-decový reklamní plakát na mýdlo maďarské firmy Timea.
Naučil se rovněž technice fresky a spolupracoval s M. Alešem a později s architektem K. Hilbertem. Společně se svým bývalým učitelem V. Hynaisem pracoval na freskách v Národním muzeu. Podílel se na nástěnných malbách v kostelech v Přešticích a Vojenicích, ale i na Rottově domě na Malém náměstí v centru Prahy.
Původně plánovaná výstava SVU Mánes k 75 letům autora se nakonec stala výstavou posmrtnou. Výstavní katalog z r. 1944 obsahuje úvodní slovo Dr. Kamila Novotného. Vystaveno bylo 300 položek (z toho 169 olejů).

## Spisy
- Žaponské umění, Praha: SVU Mánes, 1909, zvláštní tisk Volné směry, 75 stran.

## Galerie

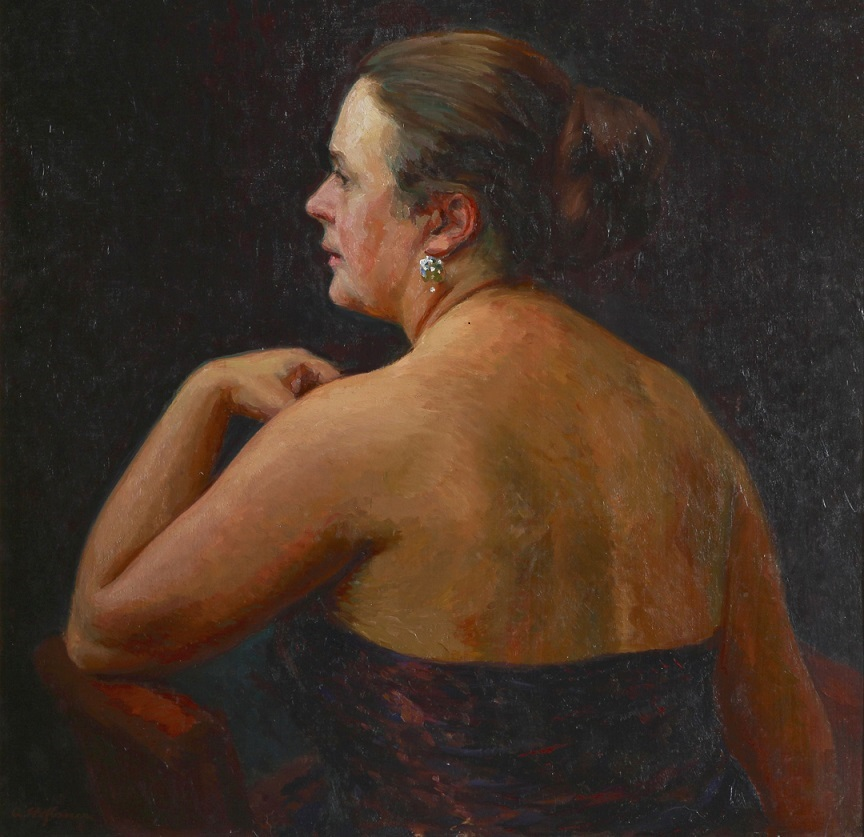
Arnošt Hofbauer Akt paní Kodetové
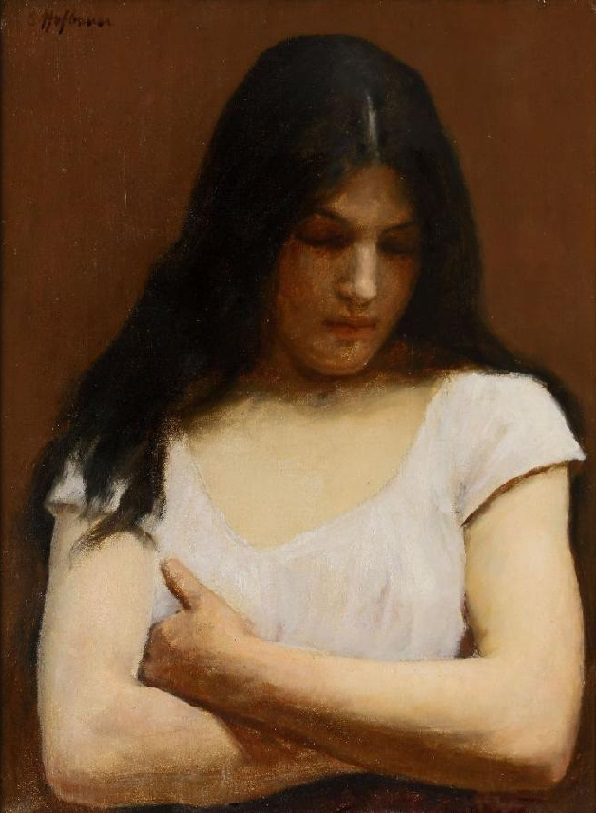
Arnošt Hofbauer Zamyšlená
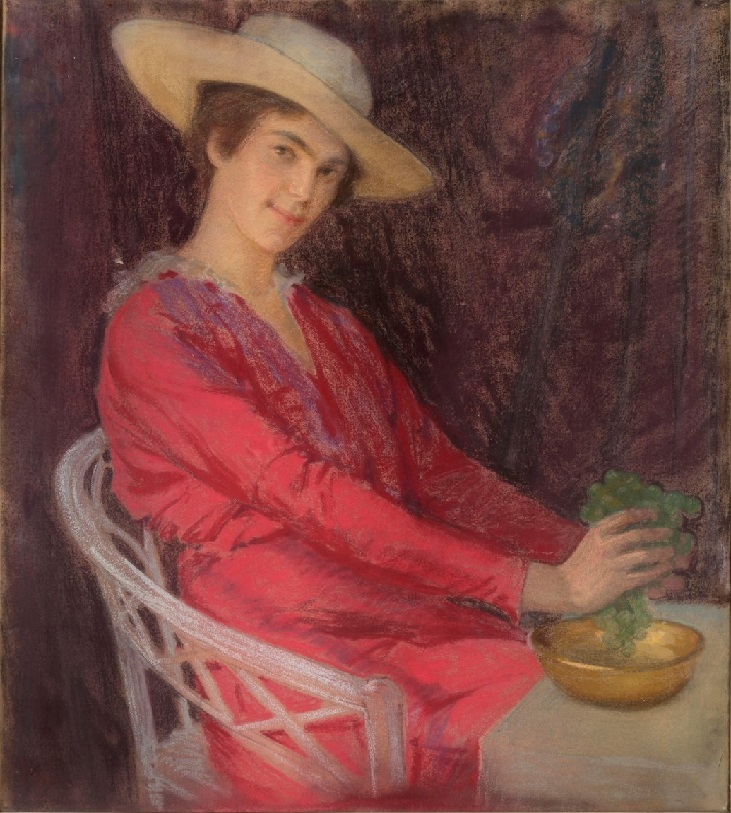
Arnošt Hofbauer Portrét Kláry Heyrovské (pastel)
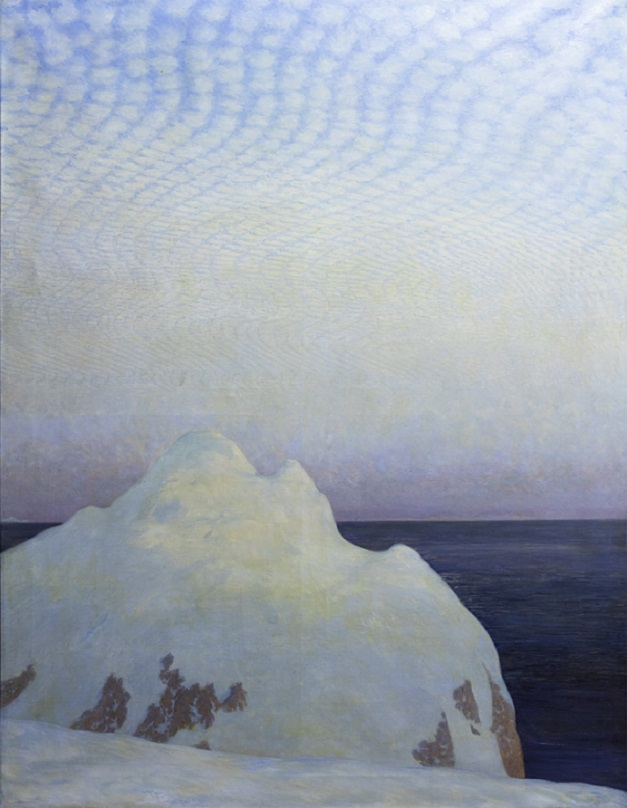
Arnošt Hofbauer Ledová hora před východem slunce (1902)
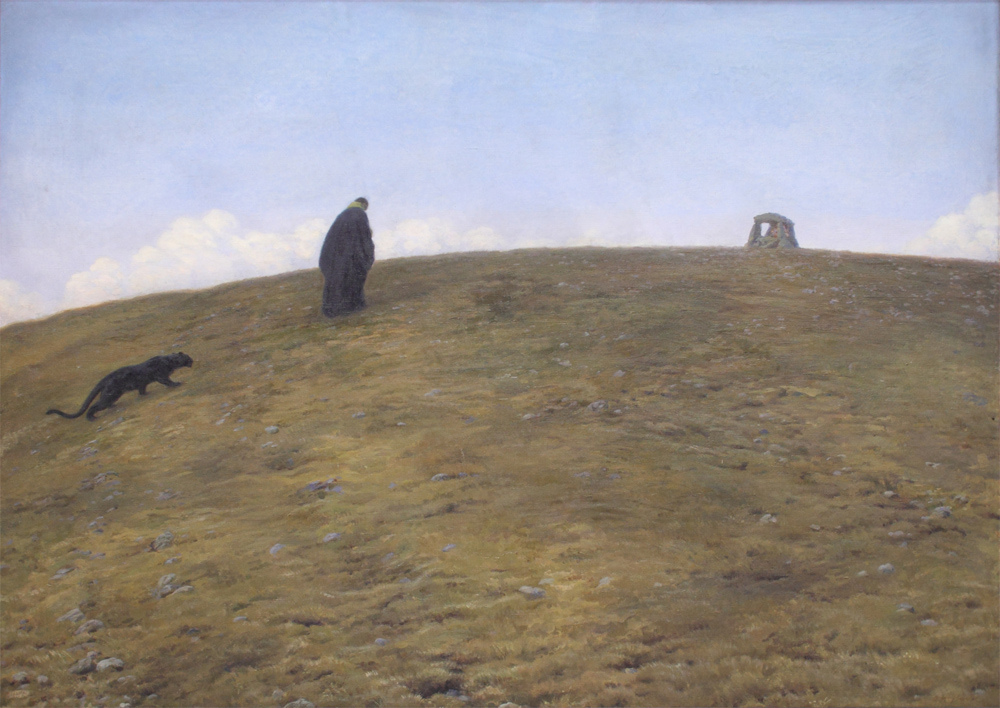
Arnošt Hofbauer Poutník (1904)
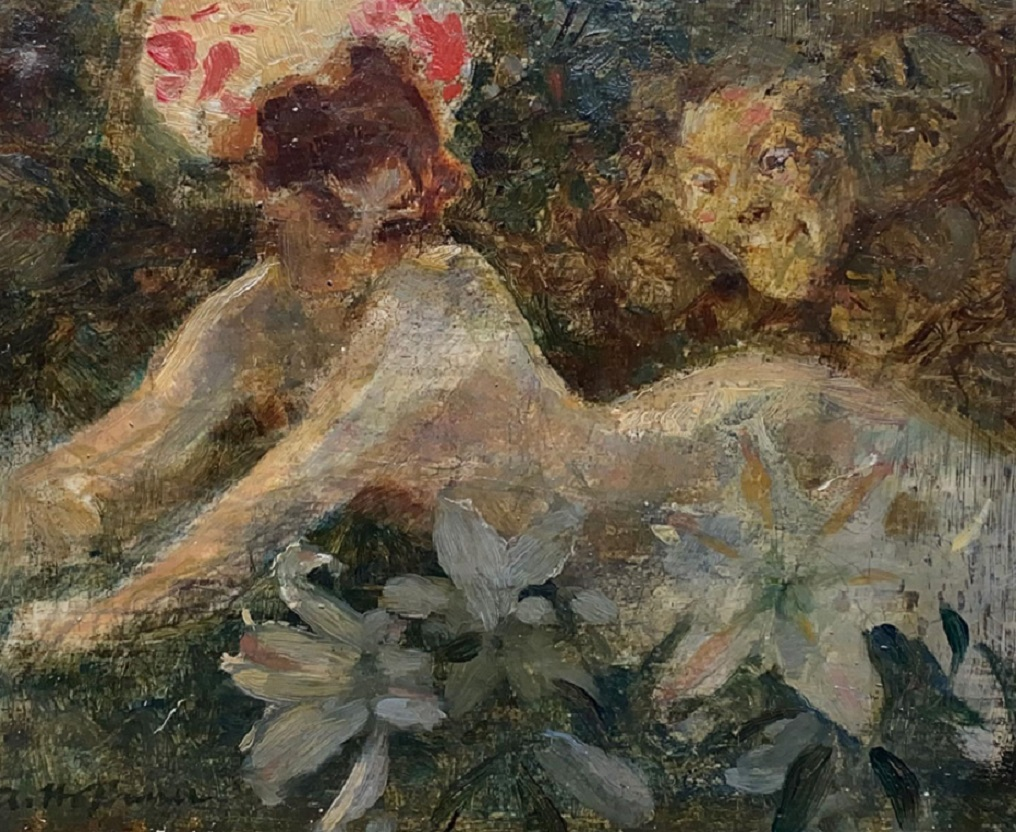
Arnošt Hofbauer Dívka a masky
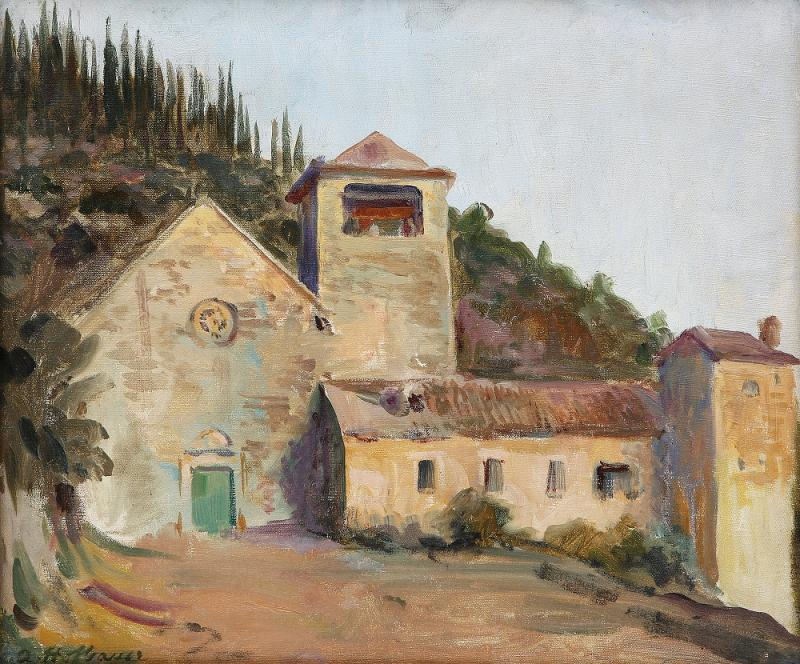
Arnošt Hofbauer San Giacomo u Dubrovníka (1905)
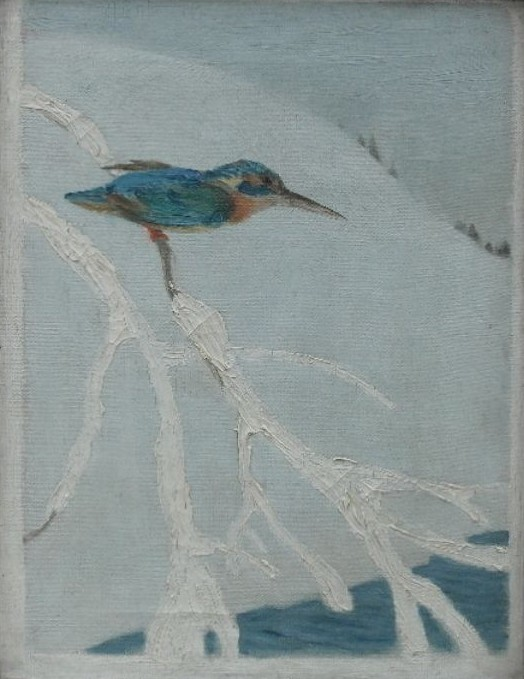
Arnošt Hofbauer Ledňáček, rovn. Sníh (okolo 1905)
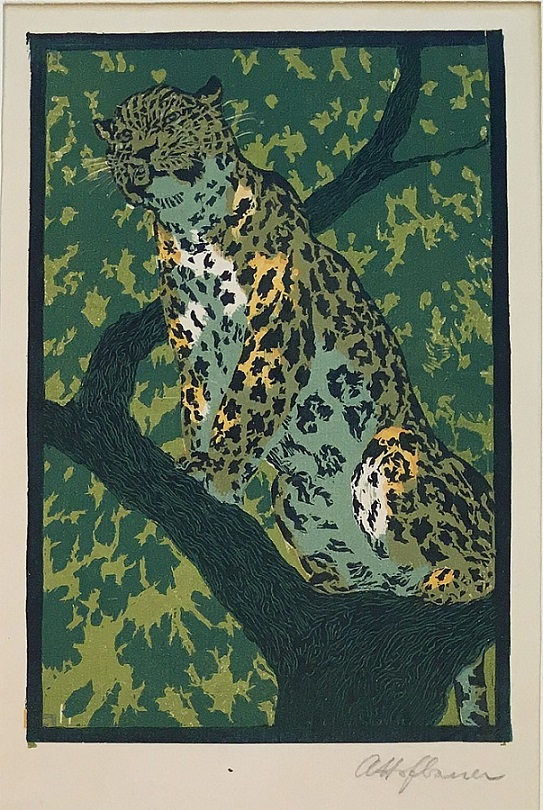
Arnošt Hofbauer Jaguár (dřevoryt, 1905)
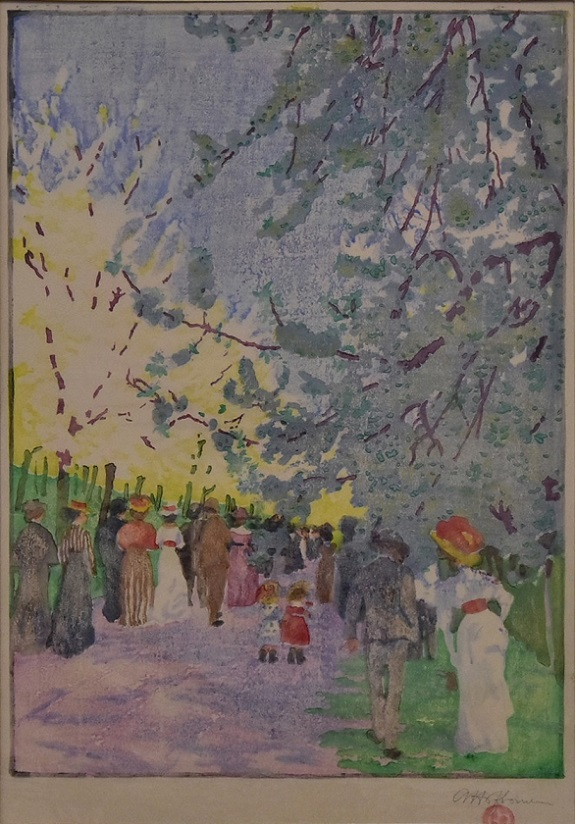
Arnošt Hofbauer Roztocká alej (linoryt, 1910)
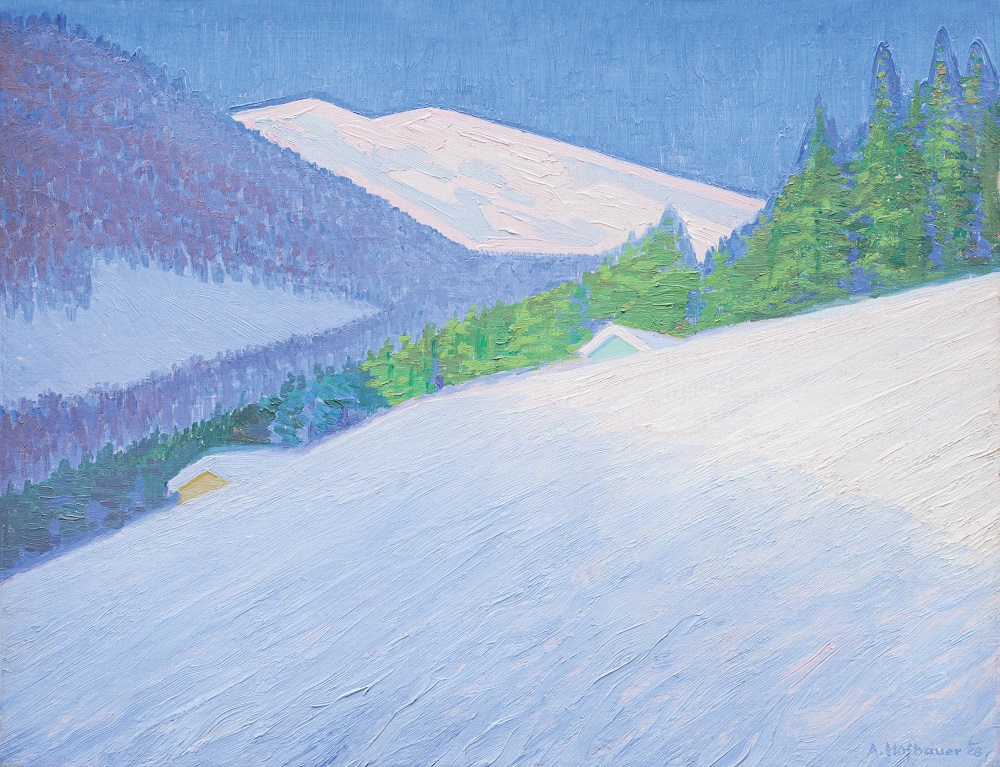
Arnošt Hofbauer Krkonoše v zimě (1928)
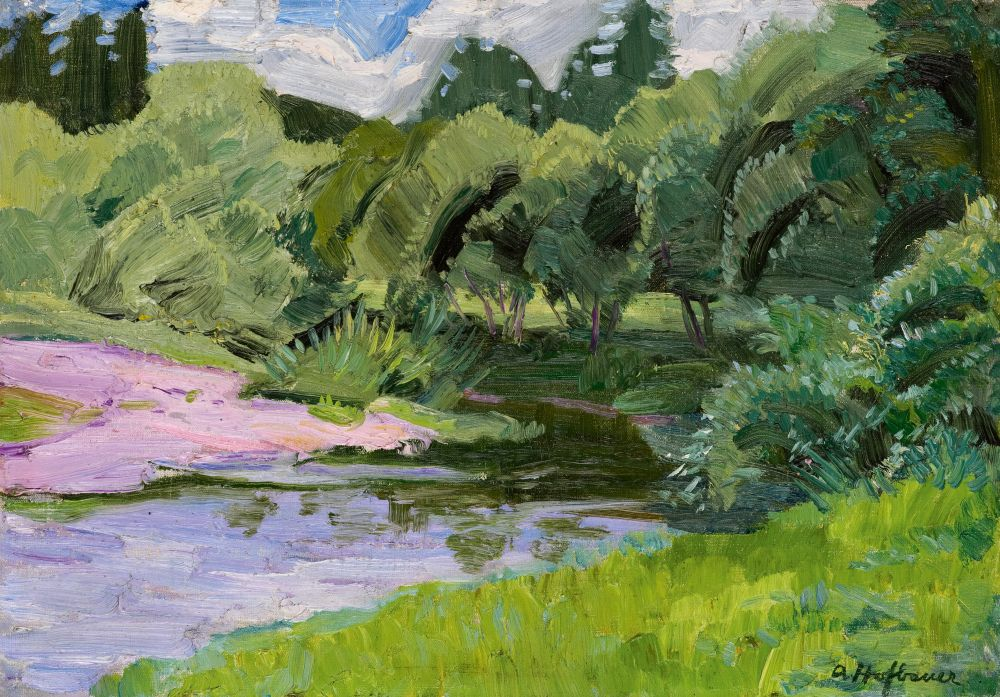
Arnošt Hofbauer Krajina s řekou
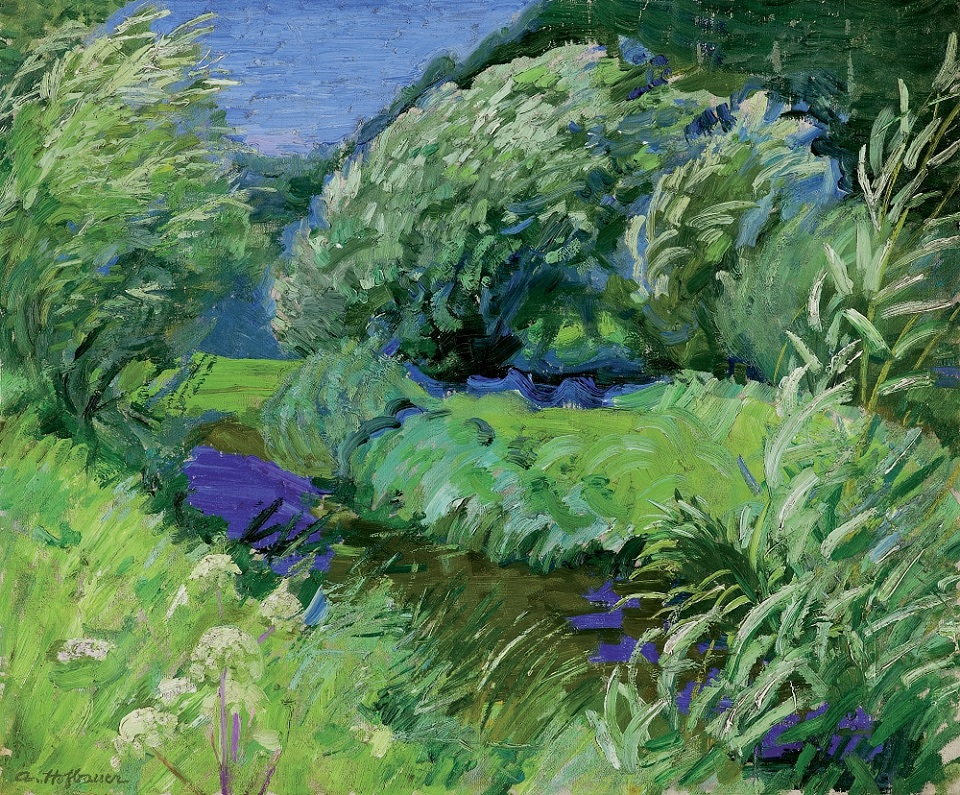
Arnošt Hofbauer Planá nad Lužnicí (1931)
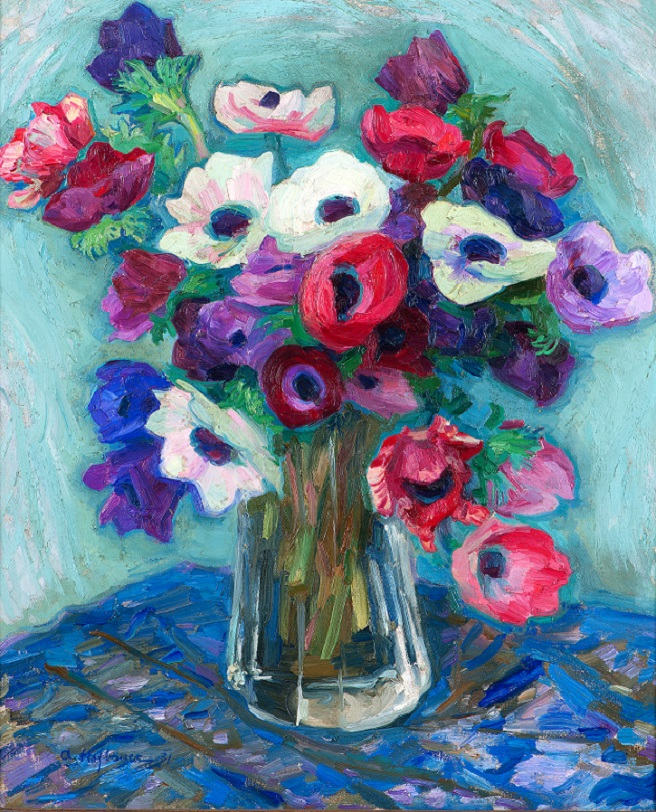
Arnošt Hofbauer Anemonky (1931)
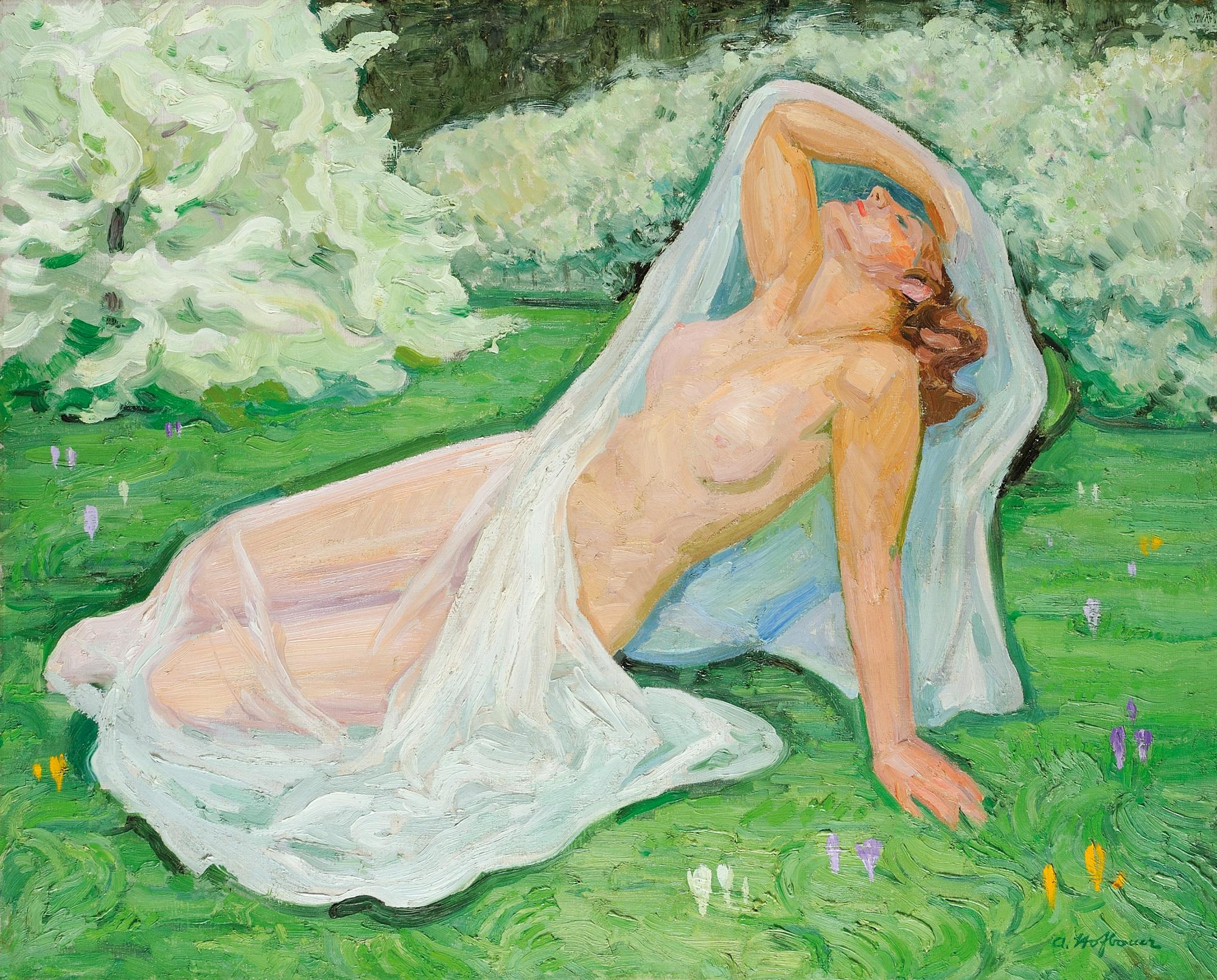
Arnošt Hofbauer Akt v zahradě
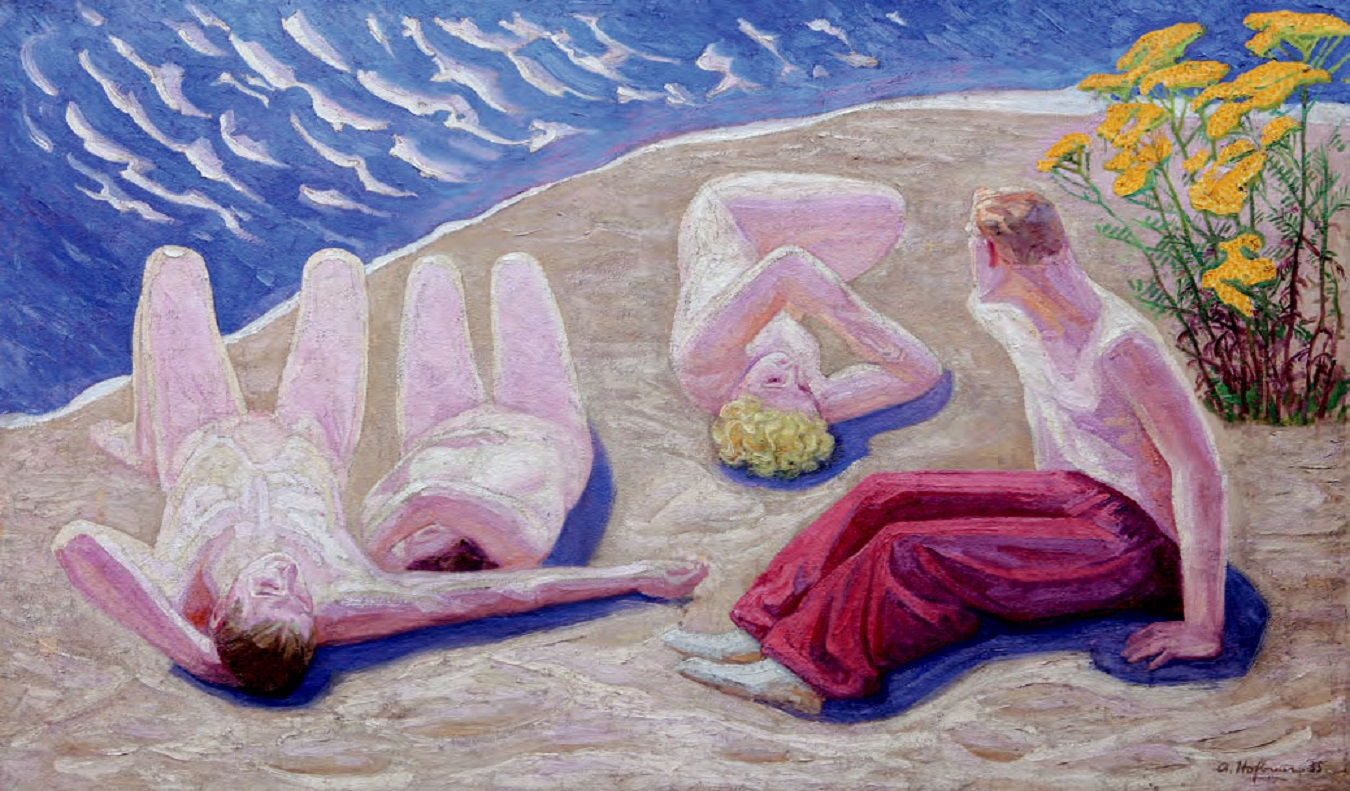
Arnošt Hofbauer Koupání (1935)
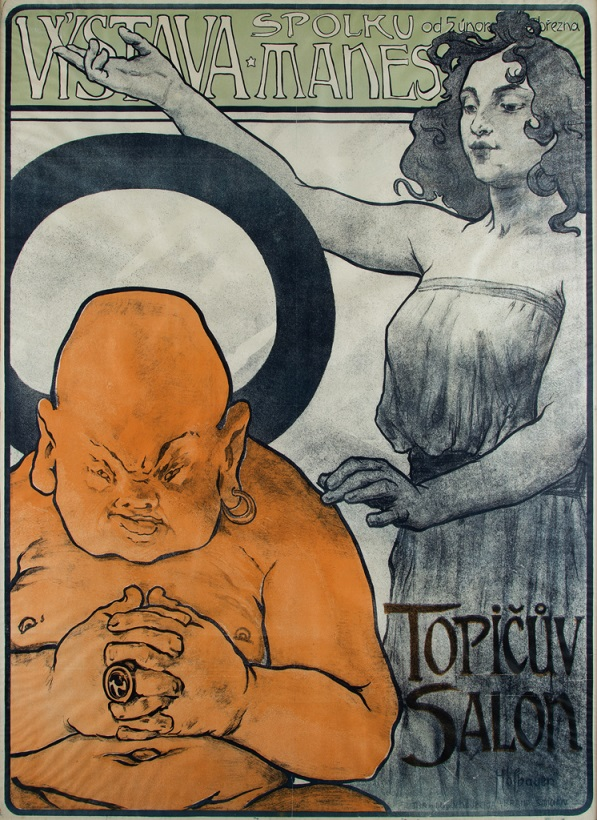
Arnošt Hofbauer Plakát I. výstava spolku Mánes (1898)
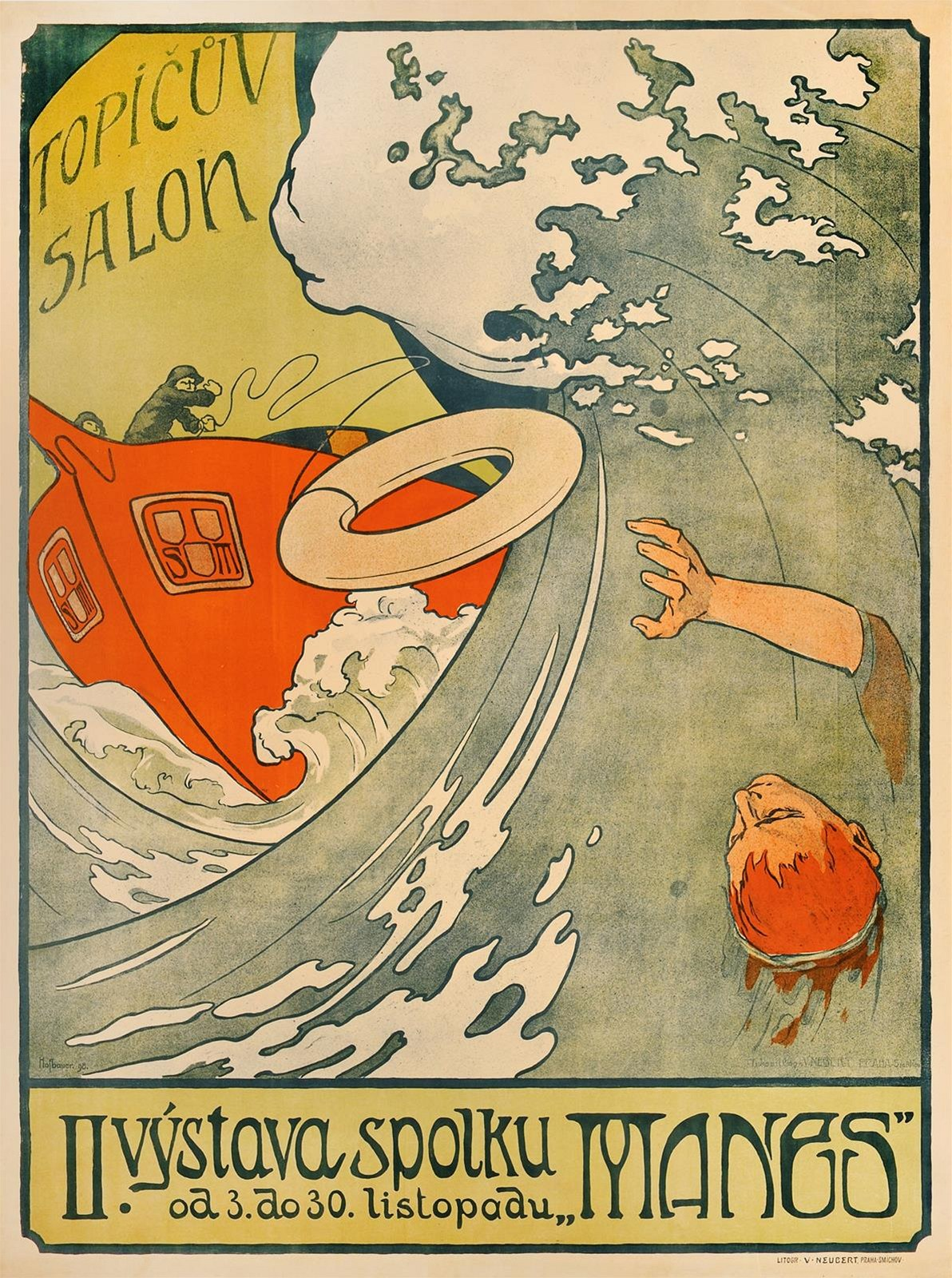
Arnošt Hofbauer Plakát II. výstava spolku Mánes (1898)
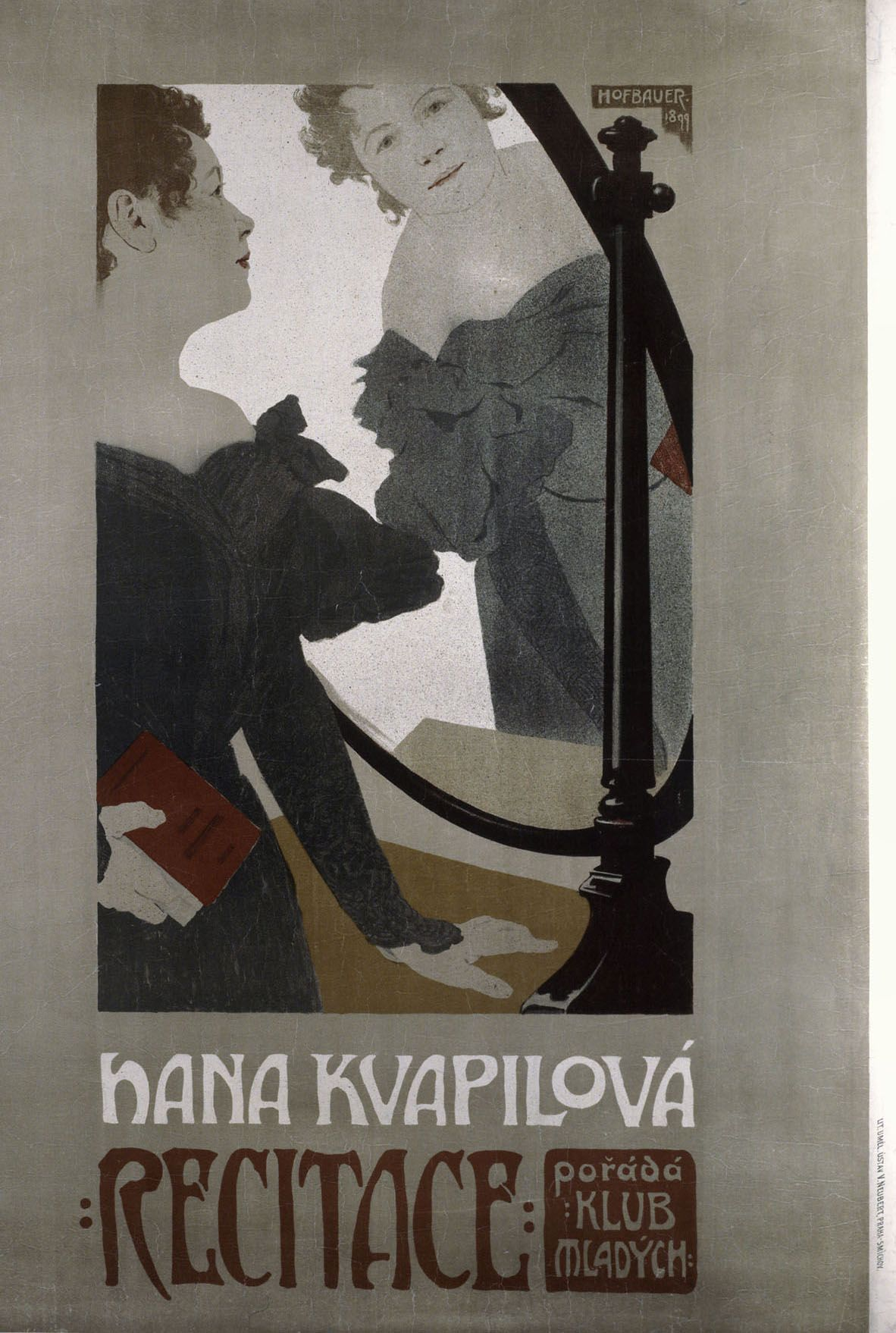
Arnošt Hofbauer Plakát Hana Kvapilová Recitace (1898)
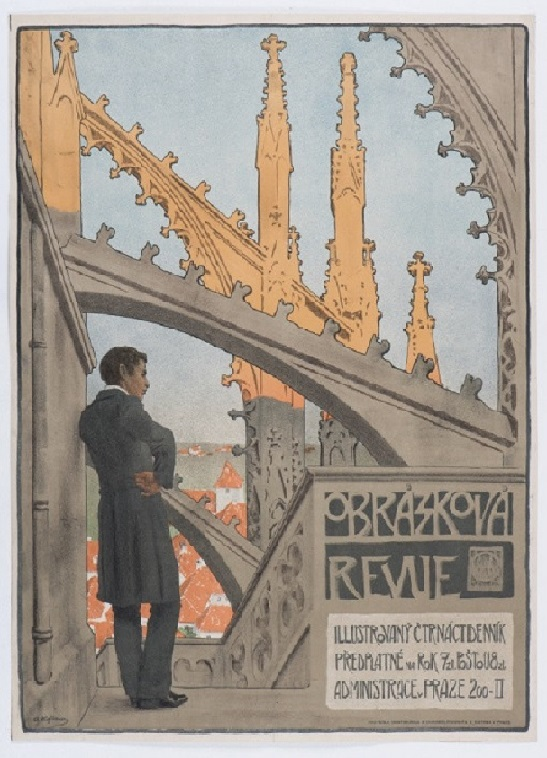
Arnošt Hofbauer Obrázková Revue (1899)
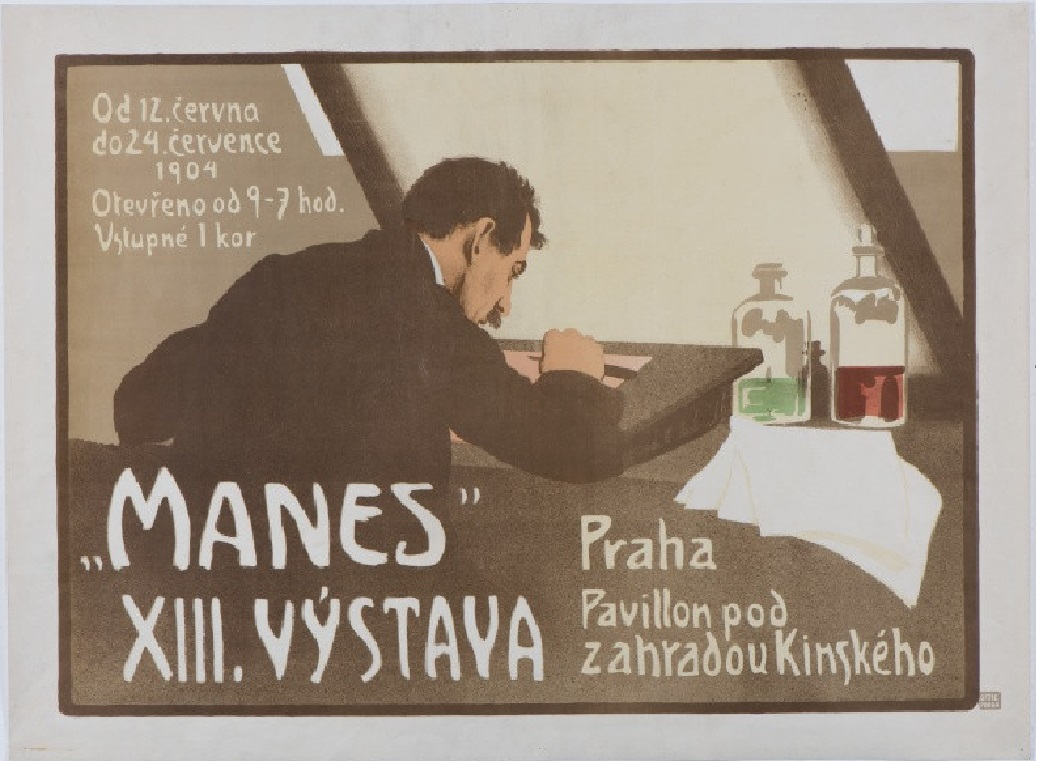
Arnošt Hofbauer Plakát XIII. Výstava Mánesa (1904)
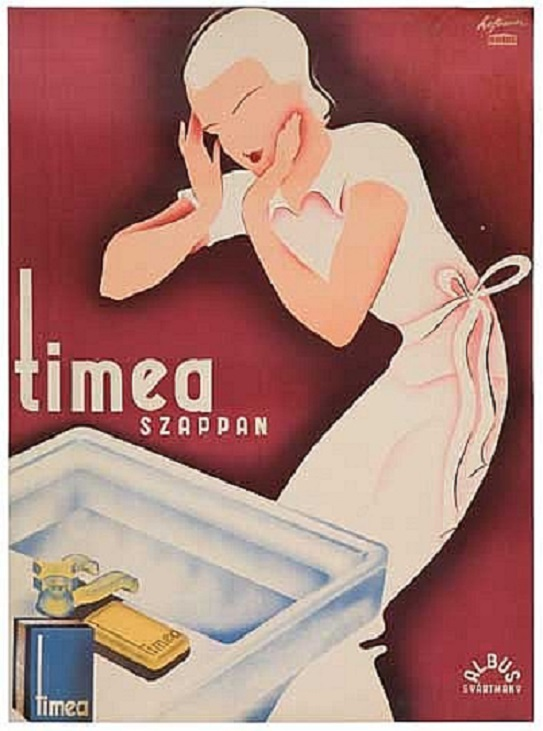
Arnošt Hofbauer Plakát Timea Szappan